# Vendredi 13 (collection)
Pour les articles homonymes, voir Vendredi 13 (homonymie).
Vendredi 13 est une collection de treize romans noirs et de romans policiers dirigée par Patrick Raynal, au sein de la maison d’édition la Branche créée par Alain Guesnier et Jean-Luc Orabona. La collection a été inaugurée avec trois titres le vendredi 13 octobre 2011.

## Titres de la collection
| No | Auteur                 | Titre                                         | Références bibliographiques                                       | Présentation |
| -- | ---------------------- | --------------------------------------------- | ----------------------------------------------------------------- | --- |
| 1  | Jean-Bernard Pouy      | Samedi 14                                     | Paris, éd. la Branche, oct. 2011, 175 p. (ISBN 978-2-35306-045-0) | Adrien s'est retiré à la campagne pour vivre une paisible retraite. Un vendredi 13, cet ancien terroriste est réveillé en fanfare par des CRS. Il se rend compte que ses voisins sont les parents du nouveau ministre de l'Intérieur.                                                                       |
| 2  | Pierre Bordage         | L'Arcane sans nom                             | Paris, éd. la Branche, oct. 2011, 222 p. (ISBN 978-2-35306-049-8) | Un jeune déserteur de l'armée afghane réfugié à Paris, Sahil, est recruté pour exécuter une jeune femme. Le meurtre est programmé un vendredi 13. Sahil se rend compte que ses commanditaires comptent l'exécuter lui aussi et se défausse.                                                                 |
| ?  | Brigitte Aubert        | Freaky Fridays                                | Paris, éd. la Branche, janvier 2012, (ISBN 978-2-35306-054-2)     | |
| ?  | Olivier Maulin         | Le Dernier Contrat                            | Paris, éd. la Branche, février 2012, (ISBN 978-2-35306-043-6)     | Un moine, Frère-la-Colère, profite de la confusion dans laquelle la France est plongée par une grave crise économique et politique et fédère les rebelles du pays entier pour renverser le pouvoir en place. Il engage un tueur à gages pour assassiner le président de la République la samedi 14 juillet. |
| ?  | Pierre Pelot           | Givre noir                                    | Paris, éd. la Branche, mars 2012, (ISBN 978-2-35306-047-4)        | |
| ?  | Pia Petersen           | Le Chien de Don Quichotte                     | Paris, éd. la Branche, mars 2012, (ISBN 978-2-35306-044-3)        | |
| ?  | Jean-Marie Laclavetine | Paris mutuels                                 | Paris, éd. la Branche, mai 2012, (ISBN 978-2-35306-051-1)         | |
| ?  | Alain Mabanckou        | Tais-toi et meurs                             | Paris, éd. la Branche, septembre 2012, (ISBN 978-2-35306-055-9)   | |
| ?  | Pierre Hanot           | Tout du tatou                                 | Paris, éd. la Branche, novembre 2012, (ISBN 978-2-35306-052-8)    | |
| ?  | Patrick Chamoiseau     | Hypérion vitimaire, Martiniquais épouvantable | Paris, éd. la Branche, février 2013, (ISBN 978-2-35306-053-5)     | |
| ?  | Mercedes Deambrosis    | Le Dernier des treize                         | Paris, éd. la Branche, mars 2013, (ISBN 978-2-35306-050-4)        | |